# Прва лига Мађарске у фудбалу
Мађарска прва савезна фудбалска лига (мађ. Nemzeti Bajnokság I.) је стартовала 1901. године. У сезони 2007/08 носи назив Шопрон лига, по спонзору, и она је најјача фудбалска лига у Мађарској. Лига се налази на УЕФА ранг листи.
Такмичи се 12 екипа, играјући свако са сваким по два пута, по једном као домаћин и као гост. На крају сезоне првак лиге улази у квалификације за Лигу шампиона, док другопласирани, заједно са победником Мађарског купа улази у квалификационе рунде за УЕФА Куп. Задња два тима одлазе у другу лигу, да би ослободили места за победнике Друге лиге исток (NB2-Keleti csoport) и Друге лиге запад (NB2-Nyugati csoport).

## Називи
Током свог постојања лига је мењала име у зависности од спонзора и политичких прилика у држави:
- (класично име - NB значи "Nemzeti Bajnokság" - Национално првенство)
- (1998/1999, 1999/2000, што значи "Professzionális Nemzeti Bajnokság" - Професионално национално првенство)
- (2001, 2001/2002, 2002/2003, спонзорисано од стране , пиваре Боршод)
- (2003/2004, 2004/2005, спонзорисано од стране , пиваре Дрехер)
- (2005-2007, спонзорисано од стране , пиваре Боршод)
- (2007-2010, Шопрон лига)
- (2010–2011, Moникомп лига)
- (2011– ОТП Банк лига)

## Шампиони првенстава
| - 1901 : ФК Будимпешта () - 1902 : ФК Будимпешта () - 1903 : ФК Ференцварош () - 1904 : ФК МТК () - 1905 : ФК Ференцварош () - 1906/07 : ФК Ференцварош () - 1907/08 : ФК МТК () - 1908/09 : ФК Ференцварош () - 1909/10 : ФК Ференцварош () - 1910/11 : ФК Ференцварош () - 1911/12 : ФК Ференцварош () - 1912/13 : ФК Ференцварош () - 1913/14 : ФК МТК () - 1914/16 : Није одиграна због избијања Првог светског рата - 1916/17 : ФК МТК () - 1917/18 : ФК МТК () - 1918/19 : ФК МТК () - 1919/20 : ФК МТК () - 1920/21 : ФК МТК () - 1921/22 : ФК МТК () - 1922/23 : ФК МТК () - 1923/24 : ФК МТК () - 1924/25 : ФК МТК () - 1925/26 : ФК Ференцварош () - 1926/27 : ФК Ференцварош () - 1927/28 : ФК Ференцварош () - 1928/29 : ФК МТК () - 1929/30 : ФК Ујпешт () - 1930/31 : ФК Ујпешт () - 1931/32 : ФК Ференцварош () - 1932/33 : ФК Ујпешт () - 1933/34 : ФК Ференцварош () - 1934/35 : ФК Ујпешт () - 1935/36 : ФК МТК () - 1936/37 : ФК МТК () - 1937/38 : ФК Ференцварош () - 1938/39 : ФК Ујпешт () - 1939/40 : ФК Ференцварош () - 1940/41 : ФК Ференцварош () - 1941/42 : ФК Чепел () - 1942/43 : ФК Чепел () - 1943/44 : ФК Орадеа () - 1945 : ФК Ујпешт () - 1945/46 : ФК Ујпешт () - 1946/47 : ФК Ујпешт () - 1947/48 : ФК Чепел () - 1948/49 : ФК Ференцварош () - 1949/50 : ФК Хонвед () - 1950 : ФК Хонвед () - 1951 : ФК МТК () |  | - 1952 : ФК Хонвед () - 1953 : ФК МТК () - 1954 : ФК Хонвед () - 1955 : ФК Хонвед () - 1956 : Сезона није завршена због избијања револуције у Мађарској - 1957 : ФК Вашаш () - 1957/58 : ФК МТК () - 1958/59 : ФК Чепел () - 1959/60 : ФК Ујпешт () - 1960/61 : ФК Вашаш () - 1961/62 : ФК Вашаш () - 1962/63 : ФК Ференцварош () - 1963 : ФК Ђер () - 1964 : ФК Ференцварош () - 1965 : ФК Вашаш () - 1966 : ФК Вашаш () - 1967 : ФК Ференцварош () - 1968 : ФК Ференцварош () - 1969 : ФК Ујпешт () - 1970 : ФК Ујпешт () - 1970/71 : ФК Ујпешт () - 1971/72 : ФК Ујпешт () - 1972/73 : ФК Ујпешт () - 1973/74 : ФК Ујпешт () - 1974/75 : ФК Ујпешт () - 1975/76 : ФК Ференцварош () - 1976/77 : ФК Вашаш () - 1977/78 : ФК Ујпешт () - 1978/79 : ФК Ујпешт () - 1979/80 : ФК Хонвед () - 1980/81 : ФК Ференцварош () - 1981/82 : ФК Ђер () - 1982/83 : ФК Ђер () - 1983/84 : ФК Хонвед () - 1984/85 : ФК Хонвед () - 1985/86 : ФК Хонвед () - 1986/87 : ФК МТК () - 1987/88 : ФК Хонвед () - 1988/89 : ФК Хонвед () - 1989/90 : ФК Ујпешт () - 1990/91 : ФК Хонвед () - 1991/92 : ФК Ференцварош () - 1992/93 : ФК Хонвед () - 1993/94 : ФК Дунакањар () - 1994/95 : ФК Ференцварош () - 1995/96 : ФК Ференцварош () - 1996/97 : ФК МТК () - 1997/98 : ФК Ујпешт () - 1998/99 : ФК МТК () - 1999/00 : ФК Дунаујварош () |  | - 2000/01 : ФК Ференцварош () - 2001/02 : ФК Залаегерсег () - 2002/03 : ФК МТК () - 2003/04 : ФК Ференцварош () - 2004/05 : ФК Дебрецин () - 2005/06 : ФК Дебрецин () - 2006/07 : ФК Дебрецин () - 2007/08 : ФК МТК () - 2008/09 : ФК Дебрецин () - 2009/10 : ФК Дебрецин () - 2010/11 : ФК Видеотон () - 2011/12 : ФК Дебрецин () - 2012/13 : ФК Ђер () - 2013/14 : ФК Дебрецин () - 2014/15 : ФК Видеотон () - 2015/16 : ФК Ференцварош () - 2016/17 : ФК Хонвед () - 2017/18 : ФК Видеотон () - 2018/19 : ФК Ференцварош () - 2019/20 : ФК Ференцварош () - 2020/21 : ФК Ференцварош () - 2021/22 : ФК Ференцварош () - 2022/23 : ФК Ференцварош () - 2023/24 : ФК Ференцварош () - 2024/25 : ФК Ференцварош () - 2025/26 : |

## Клубови по успешности

### Број титула
- ФК Ференцварош: 36
  - 1903, 1905, 1906/07, 1908/09, 1909/10, 1910/11, 1911/12, 1912/13, 1925/26, 1926/27, 1927/28, 1931/32, 1933/34, 1937/38, 1939/40, 1940/41, 1948/49, 1962/63, 1964, 1967, 1968, 1975/76, 1980/81, 1991/92, 1994/95, 1995/96, 2000/01, 2003/04, 2015/16, 2018/19, 2019/20, 2020/21, 2021/22, 2022/23, 2023/24, 2024/25
- МТК: 23
  - 1904, 1907/08, 1913/14, 1916/17, 1917/18, 1918/19, 1919/20, 1920/21, 1921/22, 1922/23, 1923/24, 1924/25, 1928/29, 1935/36, 1936/37, 1951, 1953, 1957/58, 1986/87, 1996/97, 1998/99, 2002/03, 2007/08
- ФК Ујпешт: 20
  - 1929/30, 1930/31, 1932/33, 1934/35, 1938/39, 1945, 1945/46, 1946/47, 1959/60, 1969, 1970, 1970/71, 1971/72, 1972/73, 1973/74, 1974/75, 1977/78, 1978/79, 1989/90, 1997/98
- ФК Хонвед: 14
  - 1949/50, 1950, 1952, 1954, 1955, 1979/80, 1983/84, 1984/85, 1985/86, 1987/88, 1988/89, 1990/91 1992/93, 2016/17
- ФК Дебрецин: 7
  - 2004/05, 2005/06, 2006/07, 2008/09, 2009/10, 2011/12, 2013/14
- ФК Вашаш: 6
  - 1957, 1960/61, 1961/62, 1965, 1966, 1976/77
- ФК Чепел: 4
  - 1941/42, 1942/43, 1947/48, 1958/59
- ФК Ђер: 4
  - 1963, 1981/82, 1982/83, 2012/13
- ФК Видеотон: 3
  - 2010/11, 2014/15, 2017/18
- ФК Будимпешта: 2
  - 1901, 1902
- ФК Дунакањар: 1
  - 1993/94
- ФК Дунафер: 1
  - 1999/00
- ФК Нађварад: 1
  - 1943/44
- ФК Залаегерсег: 1
  - 2001/02